# Halifax Mooseheads
Halifax Mooseheads – juniorska drużyna hokejowa grająca w LHJMQ w konferencji wschodniej. Drużyna ma swoją siedzibę w mieście Halifax w Kanadzie.
- Rok założenia: 1994–1995
- Barwy: brązowo-zielono-czarno-czerwone
- Trener: Dominique Ducharme
- Manager: Cam Russell
- Hala: Halifax Metro Centre

## Osiągnięcia
- Trophée Luc Robitaille: 2013
- Coupe du Président: 2013
- Memorial Cup: 2013